# Campeonato Mundial de Xadrez de 2000 (PCA)

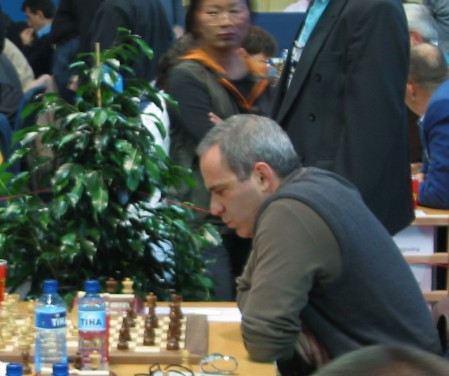
Campeão de xadrez Garry Kasparov, enfrentando seu rival Vladimir Kramnik.

O Campeonato Mundial de Xadrez de 2000 da PCA, também conhecido na época como Braingames World Chess Championships foi uma competição organizada pela Professional Chess Association para a disputa do título mundial do xadrez. A disputa foi realizada entre 8 de outubro e 4 de novembro em Londres. Garry Kasparov, o então campeão, defendeu seu título contra Vladimir Kramnik num match de 16 partidas no qual um eventual empate Kasparov manteria o título. Embora Kasparov fosse favorito, Karmnik venceu o confronto com duas vitórias e treze empates.
|                  | 1 | 2 | 3 | 4 | 5 | 6 | 7 | 8 | 9 | 10 | 11 | 12 | 13 | 14 | 15 | Pontos |
| ---------------- | - | - | - | - | - | - | - | - | - | -- | -- | -- | -- | -- | -- | ------ |
| Garry Kasparov   | ½ | 0 | ½ | ½ | ½ | ½ | ½ | ½ | ½ | 0  | ½  | ½  | ½  | ½  | ½  | 6½     |
| Vladimir Kramnik | ½ | 1 | ½ | ½ | ½ | ½ | ½ | ½ | ½ | 1  | ½  | ½  | ½  | ½  | ½  | 8½     |